# Nukula'ela'e
Ne doit pas être confondu avec Nukulaelae, un atoll des Tuvalu.
Nukula'ela'e (ou Nukulaelae selon les transcriptions) est un îlot de Wallis (Wallis-et-Futuna). C'est un motu d'origine volcanique. 

## Toponymie
Le nom est composé de nuku, un terme présent dans de nombreuses langues polynésiennes signifiant « terre », et de la'ela'e, un mot pouvant signifier « faible, sans force » en wallisien.

## Géographie
Nukula'ela'e est situé au nord du lagon de Wallis, tout près de Nukuloa et non loin de Nukufotu. C'est un des îlots ayant un relief plus élevé que le reste des motu du lagon. L'îlot est accessible à pied depuis Nukuloa à marée basse et il est possible de monter tout en haut.

Au sommet de l'îlot se trouve un rocher évidé, que la tradition orale wallisienne assimile à un tanoa (récipient où l'on prépare le kava).

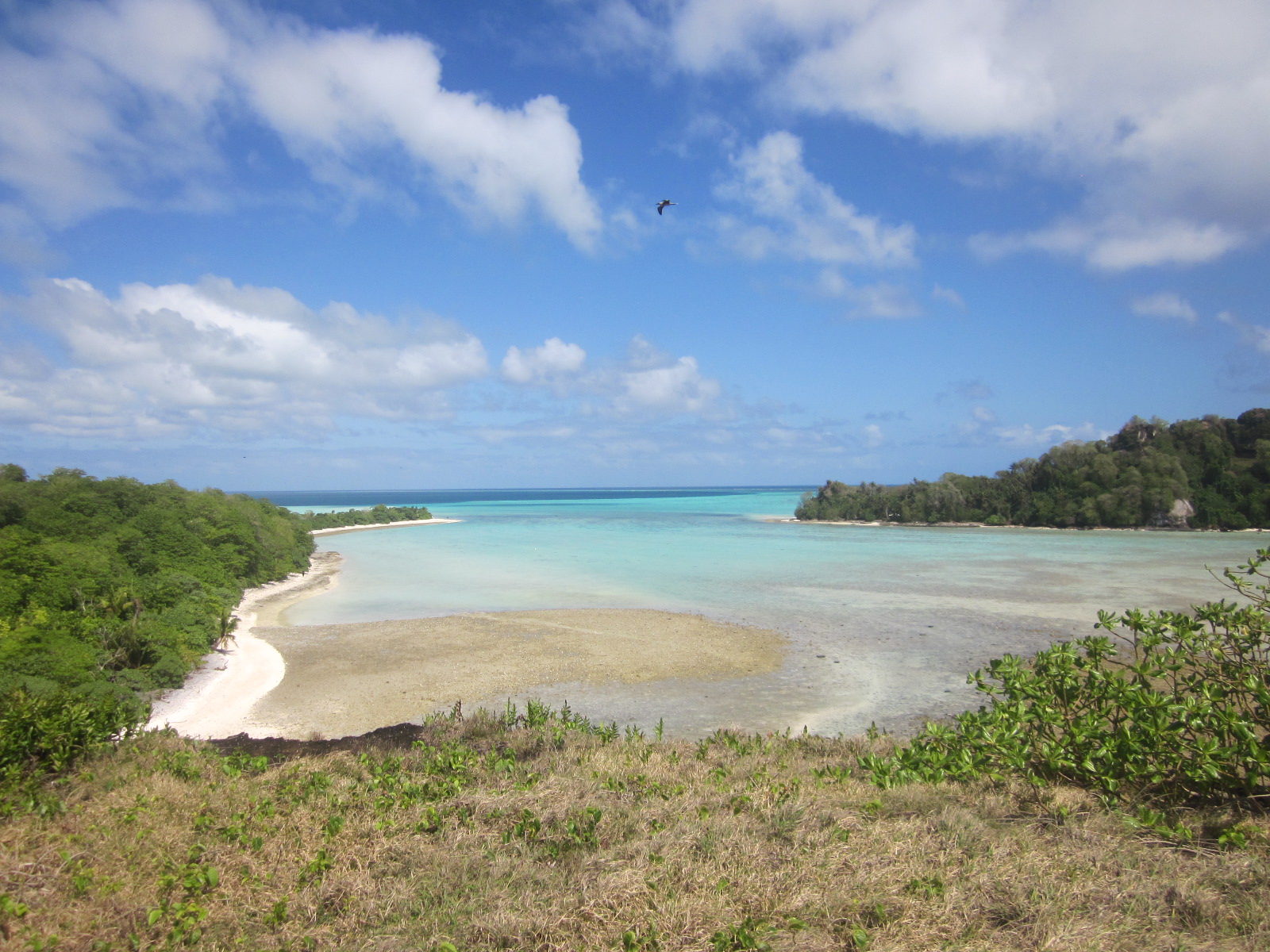
Vue depuis les hauteurs de Nukula'ela'e : à gauche Nukuloa, à droite Nukufotu, dans l'arrière plan le récif et l'Océan Pacifique.
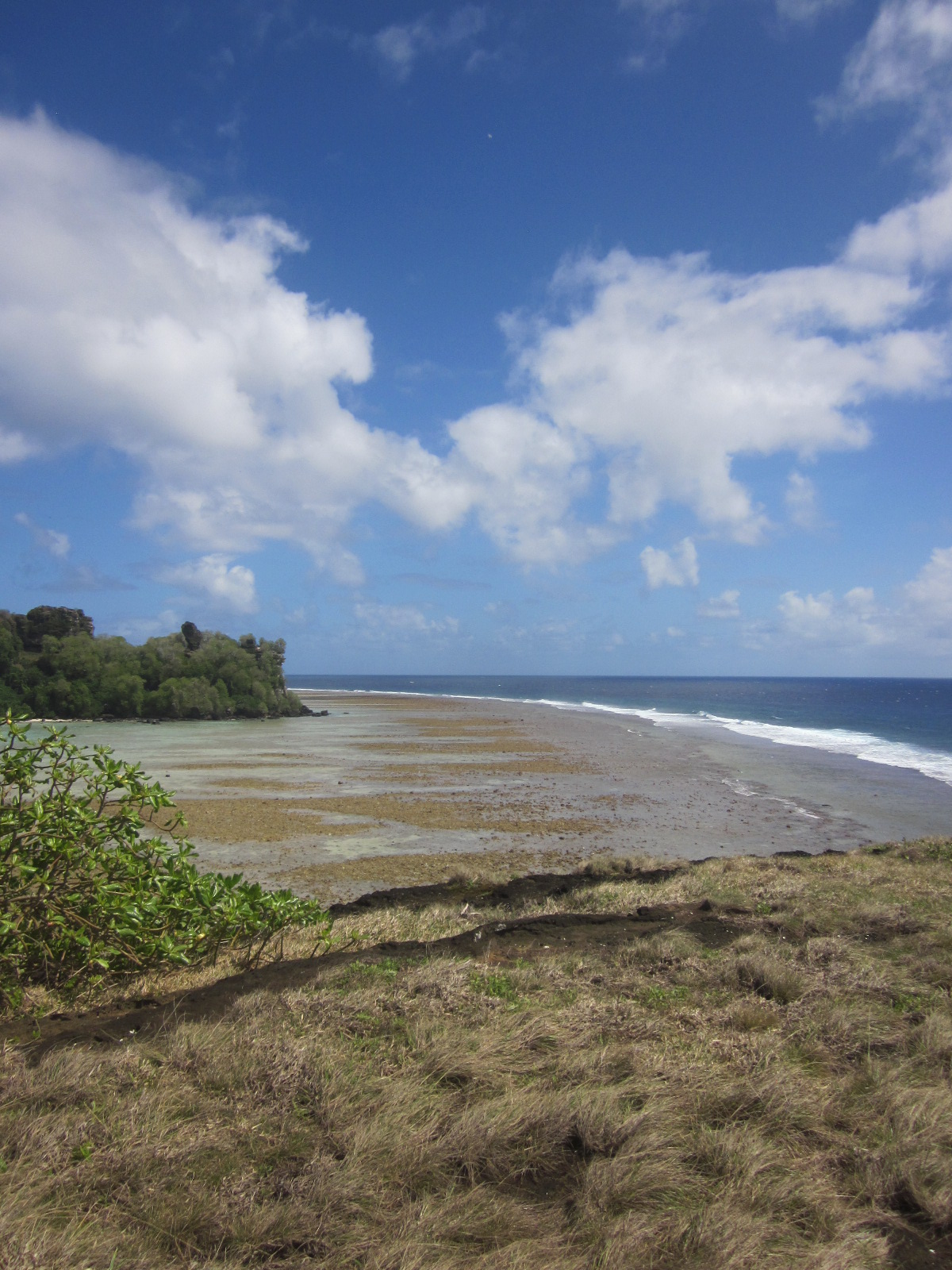
Autre vue sur le récif et Nukufotu depuis Nukula'ela'e
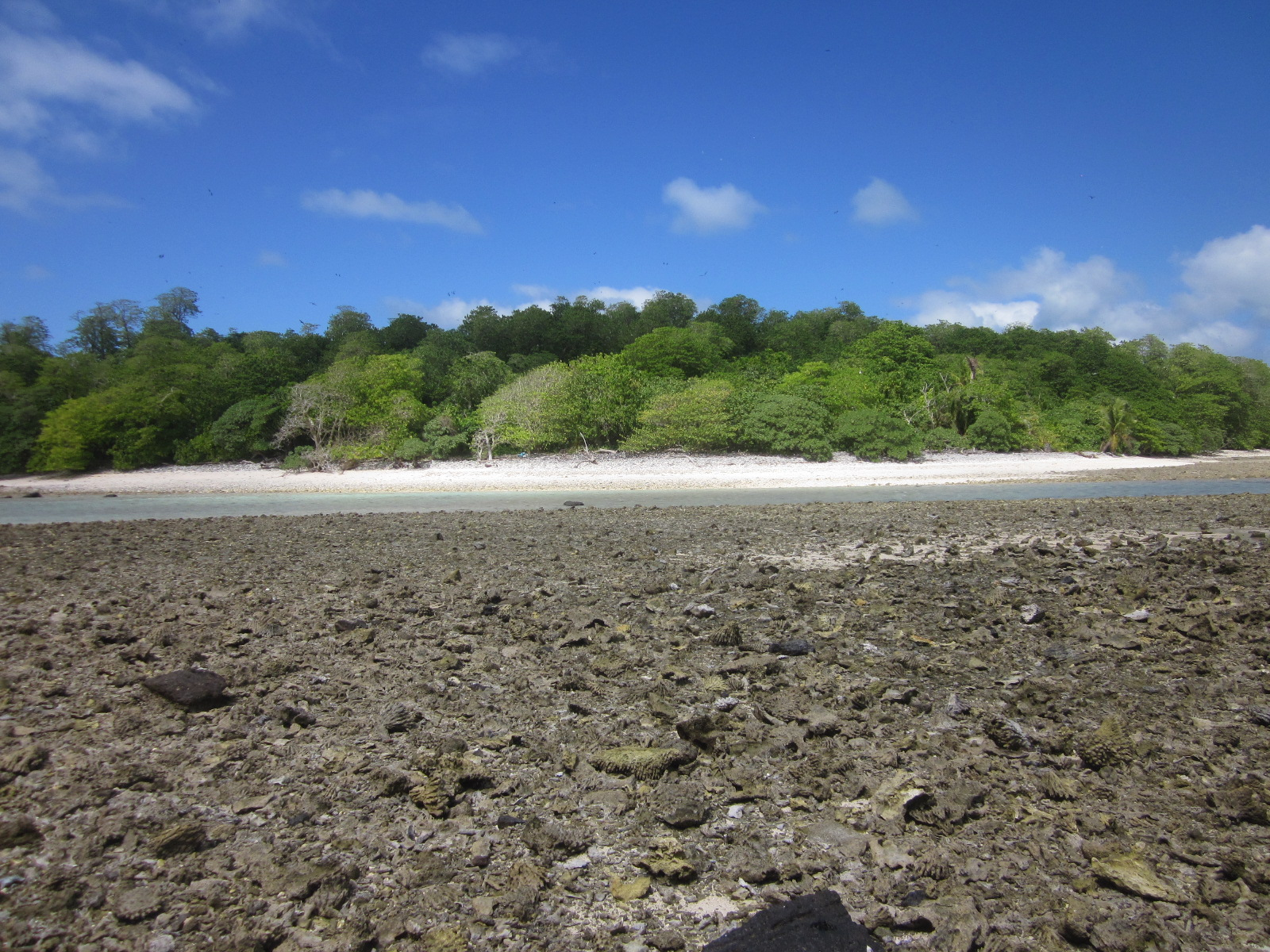
Nukuloa vue depuis Nukula'ela'e à marée basse, où il est possible de traverser et d'aller d'un îlot à l'autre.

## Tradition orale

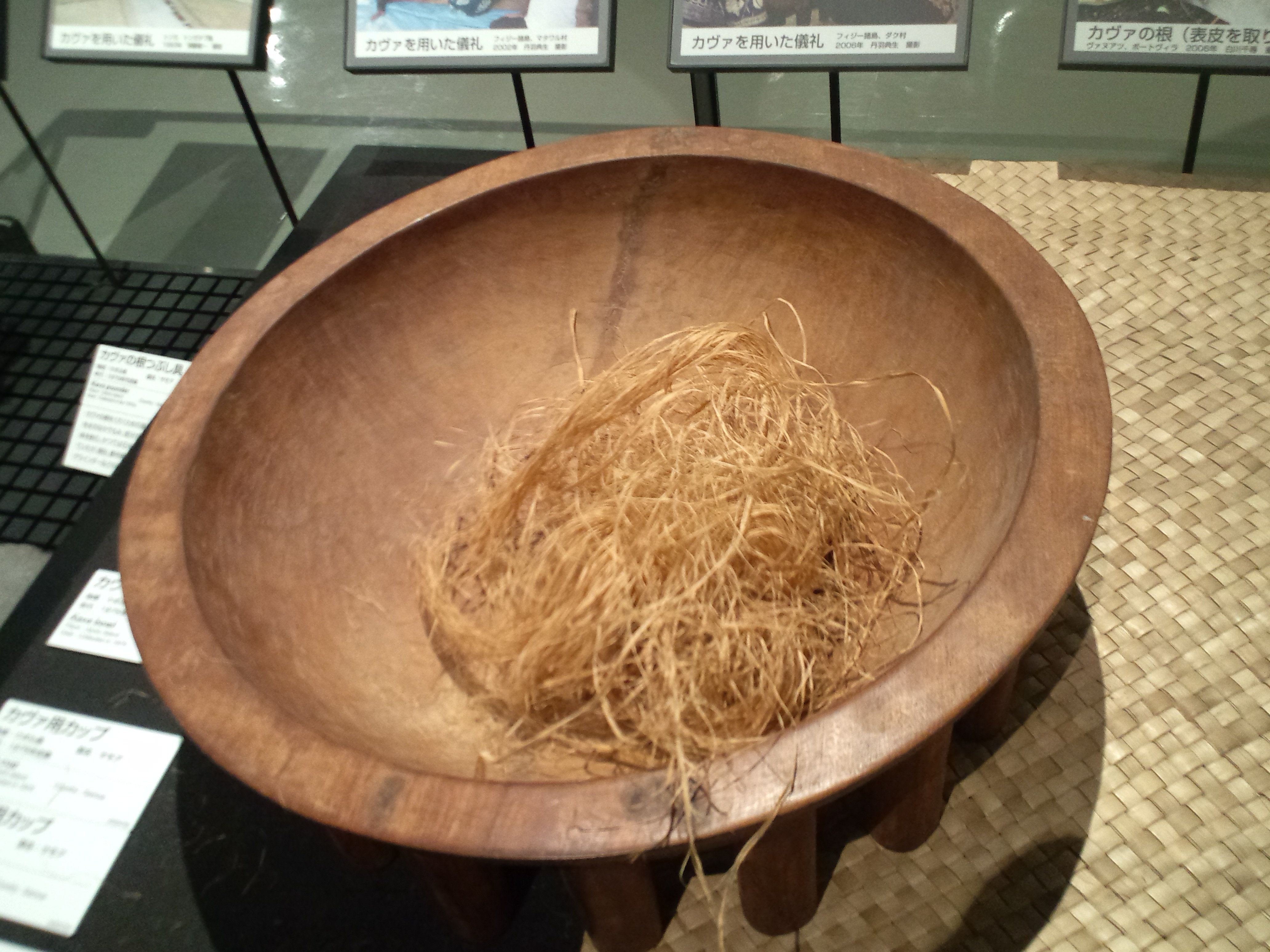
Un tanoa (récipient utilisé pour faire le kava).

D'après la tradition orale wallisienne recueillie par Raymond Mayer, l'îlot a été créé par des démons de Hihifo qui avaient volé des rochers sur l'îlot de Faioa (au sud du lagon). Cependant, Mayer note que ces récits d'îlots créés par des démons voleurs de terre varient entre les districts de Wallis, et les récits divergent quant à savoir quels îlots ont été créés par la terre volée à Mu'a.
Un autre récit, recueilli en 1932 par Edwin Burrows auprès d'un locuteur provenant sans doute de Hahake, raconte que le dieu Tagaloa, après avoir pêché l'île de Wallis avec son filet, serait allé à Hihifo où il aurait écrasé une montagne et l'aurait jetée dans la mer, donnant naissance au rocher de Nukula'ela'e et aux îlots alentour. Tagaloa décida ensuite de se reposer à Nukula'ela'e et de boire un kava, car il avait terminé son œuvre. 